# Ceresium gracilipes
Ceresium gracilipes là một loài bọ cánh cứng trong họ Cerambycidae.